# BR-116
La BR-116 è una strada federale longitudinale brasiliana che inizia a Fortaleza, nel Ceará, e termina a Jaguarão, nel Rio Grande do Sul, presso la frontiera con l'Uruguay. Insieme alla BR-101, è uno dei principali assi stradali del Paese ed è anche la più lunga autostrada completamente asfaltata del Brasile, con una lunghezza complessiva di 4542 km.
L'autostrada BR-116 attraversa dieci Stati, collegando città importanti come Porto Alegre, Curitiba, San Paolo, Rio de Janeiro e Fortaleza. La strada è a due carreggiate nelle aree metropolitane e nel tratto compreso tra Curitiba e Rio de Janeiro.
L'autostrada possiede anche alcune denominazioni regionali come: Via-Serrana (tra le città di Jaguarão e Curitiba); Régis Bittencourt (tra le città di Curitiba e São Paulo); Presidente Dutra (tra San Paolo e Rio de Janeiro); Rio-Teresópolis (tra Rio de Janeiro, Teresópolis e Além Paraíba); Rio-Bahia (nel tratto in cui attraversa il territorio di Minas Gerais); Santos Dumont (tra la città di Fortaleza, fino all'intersezione con la BR-040 a Rio de Janeiro).

## Storia
Il primo collegamento stradale asfaltato tra le città di Rio de Janeiro e San Paolo fu aperto dal governo dell'allora presidente Washington Luis e inaugurato il 5 maggio 1928, con il nome di "Estrada Rio-São Paulo". Nel 1938 sull'autostrada fu inaugurato il monumento stradale oggi noto come Monumento Rodoviário da Rodovia Presidente Dutra. 
Alla fine degli anni '40, l'industrializzazione e la necessità di un collegamento stradale più sicuro ed efficiente tra le due maggiori città brasiliane portarono alla costruzione dell'attuale Via Dutra, inaugurata il 19 gennaio 1951 dal Presidente Eurico Gaspar Dutra. Con l'inaugurazione della nuova autostrada, la vecchia Autostrada Rio-São Paulo cessò di essere utilizzata, ad eccezione di alcuni tratti, come le attuali autostrade BR-465 e RJ-139. La BR-2, come era conosciuta allora, aveva una sola corsia per la maggior parte del suo percorso ed era duplicata solo nei tratti tra le città di San Paolo e Guarulhos e nella Baixada Fluminense.

### Privatizzazioni
Il 1º marzo 1996, il tratto tra le città di San Paolo e Rio de Janeiro è stato assegnato in concessione a privati. Attualmente, la concessionaria CCR RioSP gestisce questo tratto, il più trafficato del Paese. Lo stesso giorno è stato concesso a CRT un tratto di 144 chilometri tra i comuni di Duque de Caxias e Sapucaia, entrambi nello Stato di Rio de Janeiro. Il tratto tra Duque de Caxias e Guapimirim è stato raddoppiato.
Il 9 ottobre 2007, il tratto da San Paolo-Curitiba è stato messo all'asta dal governo federale insieme ad altri tratti di autostrade federali in tutto il Paese. L'asta ha messo in vendita concessioni di 25 anni per la gestione di sette tratti di autostrade federali, per circa 2.600 km. Il gruppo spagnolo OHL si è aggiudicato 5 dei 7 tratti, mentre gli altri 2 tratti sono stati acquistati dalle società BR Vias (BR-153) e Acciona (BR-393)).
Il tratto tra Feira de Santana e il confine con Minas Gerais è gestito da Via Bahia. Questa concessionaria ha iniziato a operare nell'ottobre 2009 coprendo 26 comuni di Bahia, con la riscossione dei pedaggi a partire dal 7 dicembre 2010.